# Lijst van rijksmonumenten in Woensdrecht (plaats)
De plaats Woensdrecht telt 14 inschrijvingen in het rijksmonumentenregister. Hieronder een overzicht.
| Object                                                          | Oorspronkelijke functie?  | Bouwjaar              | Architect | Locatie                   | Coördinaten?                  | Nr.?   | Afbeelding        |
| --------------------------------------------------------------- | ------------------------- | --------------------- | --------- | ------------------------- | ----------------------------- | ------ | ----------------- |
| Woonhuis in ambachtelijke stijl                                 | Woonhuis                  | ca. 1860              |           | Oud Hinkelenoorddyk 7     | 51° 24' 55" NB, 4° 17' 3" OL  | 516675 | Upload foto       |
| Schuur                                                          | Boerderij                 | ca. 1860              |           | Oud Hinkelenoorddyk bij 7 | 51° 24' 56" NB, 4° 17' 2" OL  | 516676 | Upload foto       |
| Het Kwartier                                                    | Boerderij                 | 1885                  |           | Binnenweg 33              | 51° 25' 31" NB, 4° 19' 28" OL | 516698 | Upload foto       |
| Mattemburgh: hoofdgebouw                                        | Kasteel, buitenplaats     | 1846-1854             |           | Antwerpsestraatweg 185    | 51° 27' 19" NB, 4° 18' 43" OL | 520130 | Meer afbeeldingen |
| Mattemburgh: historische tuinaanleg                             | Tuin, park en plantsoen   | 1846-1863             |           | Antwerpsestraatweg 185    | 51° 27' 24" NB, 4° 18' 19" OL | 520132 | Meer afbeeldingen |
| Mattemburgh: koetshuis                                          | Bijgebouwen kastelen enz. | 1846-1848             |           | Antwerpsestraatweg 185    | 51° 27' 19" NB, 4° 18' 43" OL | 520133 | Meer afbeeldingen |
| Mattemburgh: tuinmuur behorende tot de buitenplaats Mattemburgh | Tuin, park en plantsoen   | tweede helft 19e eeuw |           | Antwerpsestraat bij 185   | 51° 27' 19" NB, 4° 18' 27" OL | 520134 | Meer afbeeldingen |
| Mattemburgh: oranjerie                                          | Bijgebouwen kastelen enz. | ca. 1880              |           | Antwerpsestraat bij 185   | 51° 27' 19" NB, 4° 18' 43" OL | 520135 | Meer afbeeldingen |
| Mattemburgh: reeenhuisje                                        | Tuin, park en plantsoen   | 19e eeuw              |           | Antwerpsestraat bij 185   | 51° 27' 19" NB, 4° 18' 27" OL | 520136 | Meer afbeeldingen |
| Mattemburgh: tuinkoepel met ijskelder                           | Tuin, park en plantsoen   | 1854                  |           | Antwerpsestraat bij 185   | 51° 27' 25" NB, 4° 18' 32" OL | 520137 | Meer afbeeldingen |
| Mattemburgh: brug                                               | Tuin, park en plantsoen   | 1860                  |           | Antwerpsestraat bij 185   | 51° 27' 25" NB, 4° 18' 34" OL | 520138 | Meer afbeeldingen |
| Mattemburgh: brug                                               | Tuin, park en plantsoen   | 1846                  |           | Antwerpsestraat bij 185   | 51° 27' 24" NB, 4° 18' 34" OL | 520139 | Meer afbeeldingen |
| Paardenstal                                                     | Boerderij                 | ca. 1860              |           | Oud Hinkelenoorddyk bij 7 | 51° 24' 56" NB, 4° 17' 3" OL  | 525631 | Upload foto       |
| Karschop                                                        | Onderdeel woningen e.d.   | ca. 1860              |           | Oud Hinkelenoorddyk bij 7 | 51° 24' 56" NB, 4° 17' 3" OL  | 525633 | Upload foto       |